# 심원부
심원부(沈元符, ? ~ ?)는 고려 말기의 충신이자, 정치가로, 두문동칠십이현(杜門洞七十二賢)의 한 사람이다. 호는 악은(岳隱)으로 본관은 청송(靑松)이다. 고려 전리정랑 증 문하시중 청화부원군 심용의 차남이고, 고려 문하시중 조선 좌정승 청성군충의백 심덕부의 동생이다. 세종의 국구 영의정 청천부원군 심온과 태조 이성계의 부마 청원군 심종의 숙부이고, 조선 세종의 왕후 소헌왕후 심씨, 심준, 영의정 청송부원군 심회, 영중추부사 심결의 종조부이다. 조선 영조 대부터 대한민국 1968년까지 9대에 걸쳐 무려 250여년간 만석의 부를 누렸던 영남의 대부호로 전국적인 명성을 떨쳤던 청송 심부자집의 중시조로 조선 고종 대부터 일제강점기까지의 만석꾼이자 송소고택(松韶古宅)의 제1대 장주인 대한제국 내부주사(內部主事) 송소 심호택(松韶 沈琥澤)의 18대조이다. 또한, 임진왜란 최초 의령의병 홍의장군 곽재우 휘하의 의병장 심기일(沈紀一) · 심대승(沈大承) 두 분의 8대조이며, 1896년 을미의병 청송의병대장 소류 심성지(小流 沈誠之)의 15대조이다. 심원부의 후손들은 그의 유훈을 받들어 선훈불사(先訓不仕)라 하여 대대로 벼슬을 멀리 하였다.

## 생애
고려 말 전리판서(典理判書)를 역임하였으며, 익재 이제현(李齊賢)의 문인이다. 고려가 멸망하자 절의를 지켜 두문동(杜門洞)에 들어갔다. 「부조현언지록(不朝峴言志錄)」에 "두 임금을 섬기지 않겠다는 왕촉(王蠋)의 말에 경복한다"라는 말을 남겼다. 조선 건국 후 나라에서 여러 차례 벼슬을 주고 불렀으나 나가지 않았고, 자손들에게도 벼슬에 나가지 말 것을 경계하였다.

## 가계
- 조부 : 심연(沈淵) - 고려조 합문지후
- 부친 : 심룡(沈龍) - 고려조 전리정랑, 증 문하시중, 청화부원군(靑華府院君)
- 모친 : 김씨(金氏)
- 형 : 심덕부(沈德符) - 고려조 청성군충의백(靑城郡忠義伯) 문하시중 · 조선조 청성백(靑城伯) 영삼사사 문하부 좌정승  
  - 조카 : 심인봉(沈仁鳳) - 의흥삼군부 도총제
  - 조카 : 심의귀(沈義龜)
  - 조카 : 심도생(沈道生) - 본명은 심계년(沈繼年), 고려조 성주지사(成州知事)
  - 조카 : 심징(沈澄) - 인수부윤, 경창부윤
  - 조카 : 심온(沈溫) - 조선 제4대 세종의 국구(장인), 청천부원군(靑川府院君), 영의정
  - 조카 : 심종(沈淙) - 조선 태조 이성계의 부마(사위), 청원군(靑原君), 경상도 절도사
  - 조카 : 심정(沈泟) - 의흥삼군부 동지총제
- 본인 : 심원부(沈元符) - 고려조 전리판서, 악은(岳隱), 고려오은(高麗五隱)으로 불림, 고려 충신, 두문동칠십이현의 한 사람
  - 장남 : 심천윤(沈天潤) - 고려조 영동정(令同正), 소류 심성지(小流 沈誠之, 조선 고종 때의 돈녕부 도정 · 1896년 을미의병 청송의병대장)의 14대조, 송소 심호택(松韶 沈琥澤, 조선 고종 대부터 일제강점기까지의 만석꾼 · 송소고택의 제1대 장주 · 대한제국 내부주사)의 17대조
  - 차남 : 심천주(沈天柱) - 고려조 현령(縣令), 임진왜란 의병장 심기일 (沈紀一, 증 병조참판), 임진왜란 의병장 심대승 (沈大承, 조선 선조 때의 훈련원 판관 · 군자감정 · 임진왜란 의병장 · 증 좌승지)의 7대조, 심명보(沈明輔, 국회의원 · 민주정의당 대변인 · 총재(대통령) 비서실장 · 사무총장)의 21대조, 심우영(沈宇永, 경상북도지사 · 청와대 행정수석 · 총무처 장관)의 23대조
  - 삼남 : 심천식(沈天湜) - 포은 정몽주(圃隱 鄭夢周)의 문인

## 평가
악은 심원부(岳隱 沈元符)는 포은 정몽주(圃隱 鄭夢周), 목은 이색(牧隱 李穡), 야은 길재(冶隱 吉再), 농은 민안부(陶隱 閔安富)와 함께 고려오은(高麗五隱)으로 불린다. 

## 문집
《청기세고(靑己世稿)》에 심원부의 시문집 「악은선생일고(岳隱先生逸稿)」가 실려있다.  

## 서원과 사당 배향
북한 개성특별시 개풍군 광덕면에 있던 두문동 서원(杜門洞 書院)과 전라남도 장성군 남면 삼태리에 있는 경현사(景賢祠)에 배향되었다.

## 같이 보기
| - 두문동 72현 - 이제현 - 민안부 - 정도전 - 남은 - 남재 - 이성계 - 이방석 | - 심덕부 - 심온 - 심종 - 심정 - 심효생 - 소헌왕후 - 심회 - 심결 - 심대승 - 심호택 - 송소고택 - 심성지 - 청송 소류정 |

## 참조
- 《두문동록(杜門洞錄)》(김진근(金振根) 지음, 1928년 발행, 국립중앙도서관 소장)
- 《청송심씨 대동보》
- 《대동기문(大東奇聞)》
- 《청기세고(靑己世稿)》
- 《향토문화전자대전》